# Ludovik Paskalić
Ludovik Paskalić Paschale (Ludovik Paskvalić, Ljudevit Paskvalić) (1500. – 1551.) je bio hrvatski latinist iz doba renesanse iz Kotora.
Studirao je u Italiji. Zbirka prigodnica i ljubavne lirike Rime volgari najopsežniji je i najcjelovitiji pjesnički opus na talijanskom jeziku koji je napisan na istočnoj jadranskoj obali. Posvećena je jednoj Zadranci.
Aktivni je sudionik mletačko-turskih ratova, u vrijeme kada su Turci pustošili otoke Egejskog mora pod zapovjedništvom Hajredina Barbarosse, pjesnik Ludovicus Pascalis / Paskalić. U mladosti bio zarobljen od maurskih gusara u Africi, no o tome ne piše u svojim poslanicama. Poslanica odaslana prijatelju Marijanu Bizantiju, Ad Marianum Bizantium, iz druge knjige elegija, Carmina, nastala je potkraj 1537. ili početkom 1538., kada je pjesnik Paskalić u službi mletačke države branio svoj daleki zavičaj, koji zove Ilirija, i Republiku Sv. Marka. Pjesnik izvješćuje svojega najdražeg prijatelja Marijana Bizantija o svojem boravku u gradu Retimnu (Rethymno), ispunjen strahom i brigom jer se turski barbari spremaju zauzeti Kretu. Nezaustavljiva nadiranja Turaka u Europu u prvoj polovici XVI. st., ali i stalni sukobi »saveznika«, kraljeva europskih vladarskih kuća, papa i Venecije, zrcale se u elegijskim poslanicama Ilije Crijevića, Jerolima Bartučevića i Ljudevita Paskalića. Lucićevi, Hektorovićevi i Paskalićevi stihovi aktualiziraju vrijeme mletačko-turskih sukoba na Sredozemlju. Najočitije obraćanje papi, caru i Veneciji, s jedinom željom iskrenoga savezništva i sprječavanja prolijevanja kršćanske krvi, očituju Paskalićevi stihovi u elegijskoj poslanici francuskom kralju Franji I. Heksametarsku poslanicu namijenjenio je francuskom kralju Franji I., Ad Galliae regem reliquosque principes christianos / Kralju Galije i ostalim kršćanskim vladarima. Poslanica elegičnoga tona odgovor je na suvremena politička zbivanja koja su krojila tadašnju kartu Europe. Pascalis, u ime kršćanskoga svijeta, moli kralja da zaboravi na stare nesuglasice i zavade s Karlom V., te se udruži protiv turske opasnosti. Česmički, Marulić, Bartučević, Paskalić zazivali su pomoć svojih europskih susjeda, no njihovi protuturski apeli nisu naišli na odjek u tadašnjoj europskoj javnosti. Barem nam nije poznato! Eksteritorijalni intelektualci poput Pannoniusa i Pascalisa u elegijskoj poslanici pomiruju internacionalno (danas bismo rekli kozmopolitizam) i domoljublje. Zdušno zagovaraju ideju angažiranosti na obrani vjere i domova zbog turskih osvajačkih ratova, ali ne kriju tjeskobu zbog nezainteresiranosti bliskih nam neslavenskih naroda. Pjesnici poput Lucića i Hektorovića predstavljaju novi intelektualni svijet. Oni su plemići, ali i vrlo spretni trgovci, poduzetnici, građevinari, no uvijek sebe svjesni kršćani. U slobodno vrijeme postaju pjesnici i prijatelji. Pannonius i Pascalis, silom prilike, vojnici su i pjesnici. Paskalić se vratio u Kotor početkom 1538. kada je Mletačka Republika sklopila mir sa sultanom Sulejmanom II. Veličanstvenim. S Krete je odaslana i poslanica Eugenu Bući u kojoj neće pisati o časničkom životu u vojsci, nego o staroj kretskoj kulturi koja ga ne ostavlja ravnodušnim. Pjesnikovo oduševljenje starom grčkom kulturom i mitologijom treba tražiti i u humanističkoj naobrazbi koju je stekao za studiranja u Padovi.
Poezija mu ima erotičkih elemenata (Carmina, "Pjesme", 1551.). Tu mu je zbirku objavio tal. pjesnik Lodovico Dolce. Sadrži elegije, silve i epigrame. Većina je pjesama ljubavna, posvećene jednoj Kotoranci, ali sadrži i političke aluzije na onovremene ljude i zbivanja. 
Ova je knjiga zadnja velika tiskana zbirka latinske poezije u hrvatskom humanizmu a koju u potpunosti prožima zanimanje za svjetovno.
Napisao je poslanicu hrvatskom pjesniku Jeronimu Bartučeviću prigodom supruzine smrti (Ad Hieronymum Bertutium Atticum consolatio in morte coniugis).

## Vanjske poveznice
- Digitalna antologija "Hrvatsko pjesništvo Boke" Ljudevit Paskvalić